# Мексиканецът
„Мексиканецът“ (на английски: The Mexican) е американска черна комедия от 2001 г. на режисьора Гор Вербински, с участието на Брад Пит и Джулия Робъртс. Премиерата на филма е на 2 март 2001 г. и е разпространен от „Дриймуъркс Пикчърс“.